# Бугарско-српски уговор (1904)
Бугарско-српски уговор (1904) је тајни савезни уговор између Кнежевине Бугарске и Краљевине Србије од 30. марта 1904. године, који практично није ступио на снагу, због неслагања двеју држава по македонском питању и противљење Аустроугарске.

## Међународни услови који воде до уговора
У јануару 1904. јапанска флота је напала руску поморску базу у Порт Артуру. Рат који је уследио на Далеком истоку скренуо је пажњу и ресурсе Руске империје са Балкана и оставио њене традиционалне штићенике у Бугарској и Србији подложним нападима друге велике регионалне силе, Аустроугарске. Осећајући се угрожено, државе су тражиле зближавање једних са другима. За српску страну важно је разумевање са Бугарима, због неизвесне међународне ситуације после Мајског преврата. Ништа мање важан мотив је и гушење Илинданско-преображењског устанка у јесен претходне године. У немогућности да помогне устаницима због своје дипломатске изолације, влада Рача Петрова је настојала да придобије подршку Београда за реформе у корист хришћана у европским поседима Османског царства. 

## Договори
У преговорима који су у српској престоници почели почетком фебруара, бугарски представници Димитар Ризов (у то време дипломатски агент Кнежевине Бугарске у Црној Гори) и Христофор Хесапчијев (агент у Србији) безуспешно су покушали да придобију српске власти, за аутономију Македоније и Косова под вођством хришћанског намесника. По речима Бугара, Срби покушавају да добију сагласност Бугара за поделу Македоније, а да Србији припадну њен северни део, са Скопљем. 
Уосталом, уговор који су крајем марта потписали Ризов и Хесапчијев, на бугарској страни, и премијер Сава Грујић и министар спољних послова Никола Пашић, на српској, садржи клаузулу у којој се обе земље обавезују да ће се држати Мирцштегске реформе у Солуну, Битољу и на Косову, као и сличних реформи у Једренском вилајету. У принципу је договорена међусобна заштита територијалног интегритета и независности Бугарске и Србије, као и интегритета поменутих вилајета. 
Уз тајни војни савез закључен је и отворени уговор који предвиђа стварање бугарско-српске царинске уније.  
Упркос ратификацији уговора, клаузуле о одбрамбеном савезу нису ступиле на снагу јер нису биле подржане војном конвенцијом.  Трговинске клаузуле су остварене 1905. године у бугарско-српском споразуму о царинској унији, али је поништен под притиском Аустроугарске. 